# Cyaniris lyra
Cyaniris lyra är en fjärilsart som beskrevs av Druce 1895. Cyaniris lyra ingår i släktet Cyaniris och familjen juvelvingar. Inga underarter finns listade i Catalogue of Life.